# Jensenia lewisi
Jensenia lewisi är en plattmaskart. Jensenia lewisi ingår i släktet Jensenia och familjen Dalyelliidae. Inga underarter finns listade i Catalogue of Life.